# Вроцлав Новы-Двур
Вроцлав-Новы-Двур (пол. Wrocław Nowy Dwór) — железнодорожный остановочный пункт и путевой пост в городе Вроцлав, в Нижнесилезском воеводстве Польши. Имеет 2 платформы и 2 пути.
Остановочный пункт был построен в 1911 году, когда эта территория была в составе Германской империи. Путевой пост создано в 1922 году. Нынешнее название установлено в 1945 году.